# Quadrivetor

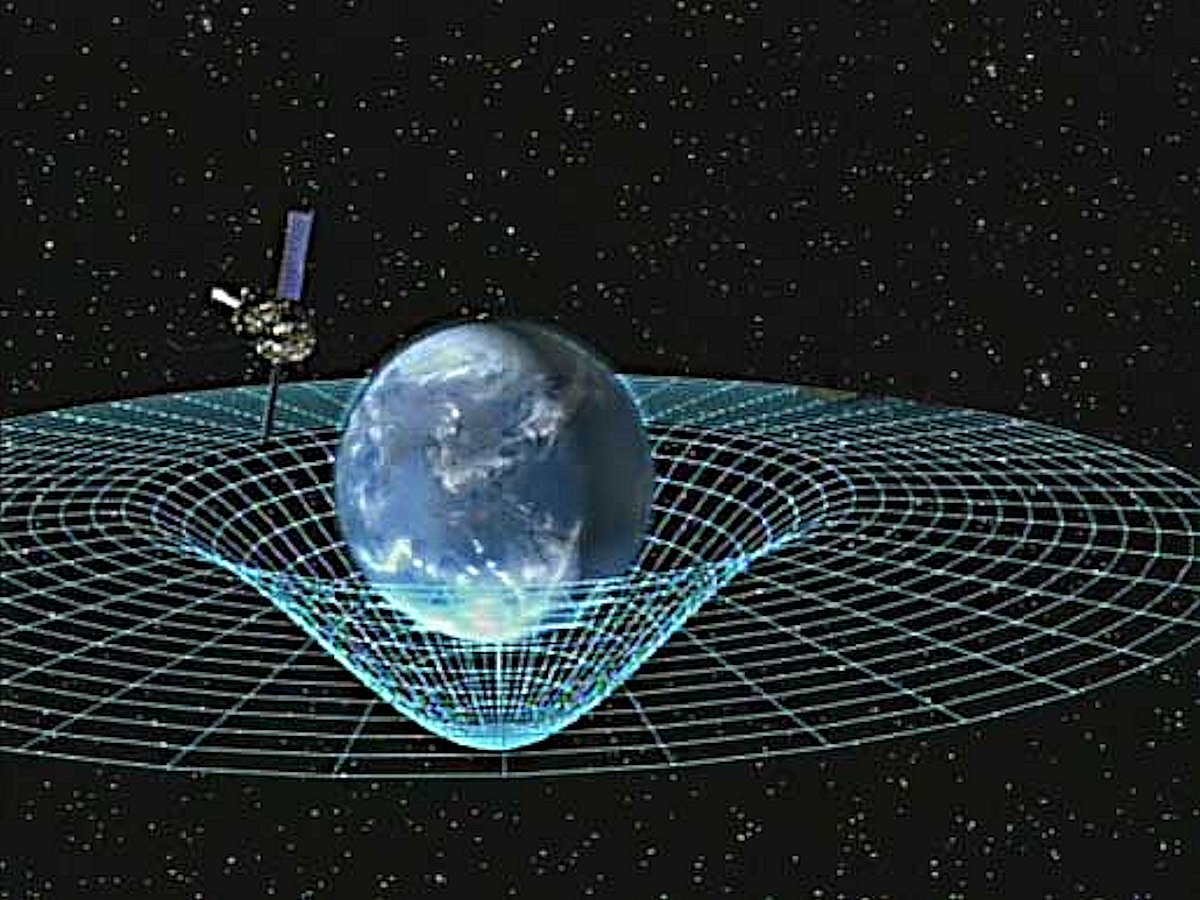
Conceito artístico da Sonda Gravitacional B orbitando a Terra para medir o espaço-tempo, uma descrição quadridimensional do universo, incluindo altura, largura, comprimento e tempo.

Na relatividade, quadrivetor é um vetor no espaço de Minkowski (tetradimensional e real) que, sob uma transformação de Lorentz, comporta-se como as coordenadas espaço-temporais t, x, y e z.

## Métrica
Matematicamente, não existe diferença entre um quadrivetor e um vetor (de quatro dimensões), porém, em Relatividade, é importante notar que, enquanto no espaço (de três dimensões) as "distâncias" são medidas mediante uma métrica, no espaço-tempo (de quatro dimensões) as "distâncias" são medidas pela pseudo-métrica {\displaystyle ds^{2}=c^{2}dt^{2}-dx^{2}-dy^{2}-dz^{2}\,}. Assim, enquanto que em espaços métricos as transformações lineares que preservam as distâncias (isometrias) são representadas por matrizes ortogonais (ou seja, são rotações), no espaço-tempo as transformações lineares que preservam a pseudo-métrica são composições de rotações no espaço 3D com a transformação de Lorentz.

## Exemplos
- Um evento no espaço-tempo: (ct, x, y, z).
- A generalização do momento linear e da energia é o quadrivetor {\displaystyle \left({iE \over c},p_{x},p_{y},p_{z}\right)}.